# Стривігор
Стриві́гор або Стрв'яж (пол. Strwiąż) — річка в Середніх Бескидах (Польща) і на Передкарпатті (Україна), в межах Самбірського району Львівської області. Ліва притока Дністра (басейн Чорного моря).

## Опис
Довжина 94 км (в Україні — 77 км), площа басейну 926 км². Переважна ширина річища 10—20 м. Похил річки 4,4 м/км. Долина здебільшого коритоподібна, завглибшки 30—40 м. Заплава завширшки 1,5—2 км. У нижній течії річка обвалована.

## Розташування
Стривігор бере початок на висоті приблизно 500 м у низькогірських Бескидах, що у Польщі, в околицях міста Устриків Долішніх. Пливе на північний схід і (частково) на схід, в околицях Самбора виходить у Верхньодністровську улоговину, в околицях села Загір'я приймає свою найбільшу притоку Болозівку (ліва, довжина 44 км), повертає на південний схід і в околицях села Долобова впадає у Дністер.
Стривігор не судноплавна річка, але в період весняних повеней після багатосніжних зим або сильних дощів улітку він разом із своїми притоками нагадує море. При гирлі Дністра він стає більшим і потужнішим.
Основні притоки: Лодинка, Струга, Болозівка (ліві); Ясінька, Стебник, Рудавка, Сушиця, Ясениця, Яруга, Млинівка, Дубрівка (праві).
На річці розташовані міста Устрики-Долішні та Хирів.

## Цікаві факти
Колись на Стривігорі було багато водяних млинів. Наприклад, на млинівці, яка починалась у Хирові і мала довжину близько 30 км, працювало 7 млинів.

## Світлини

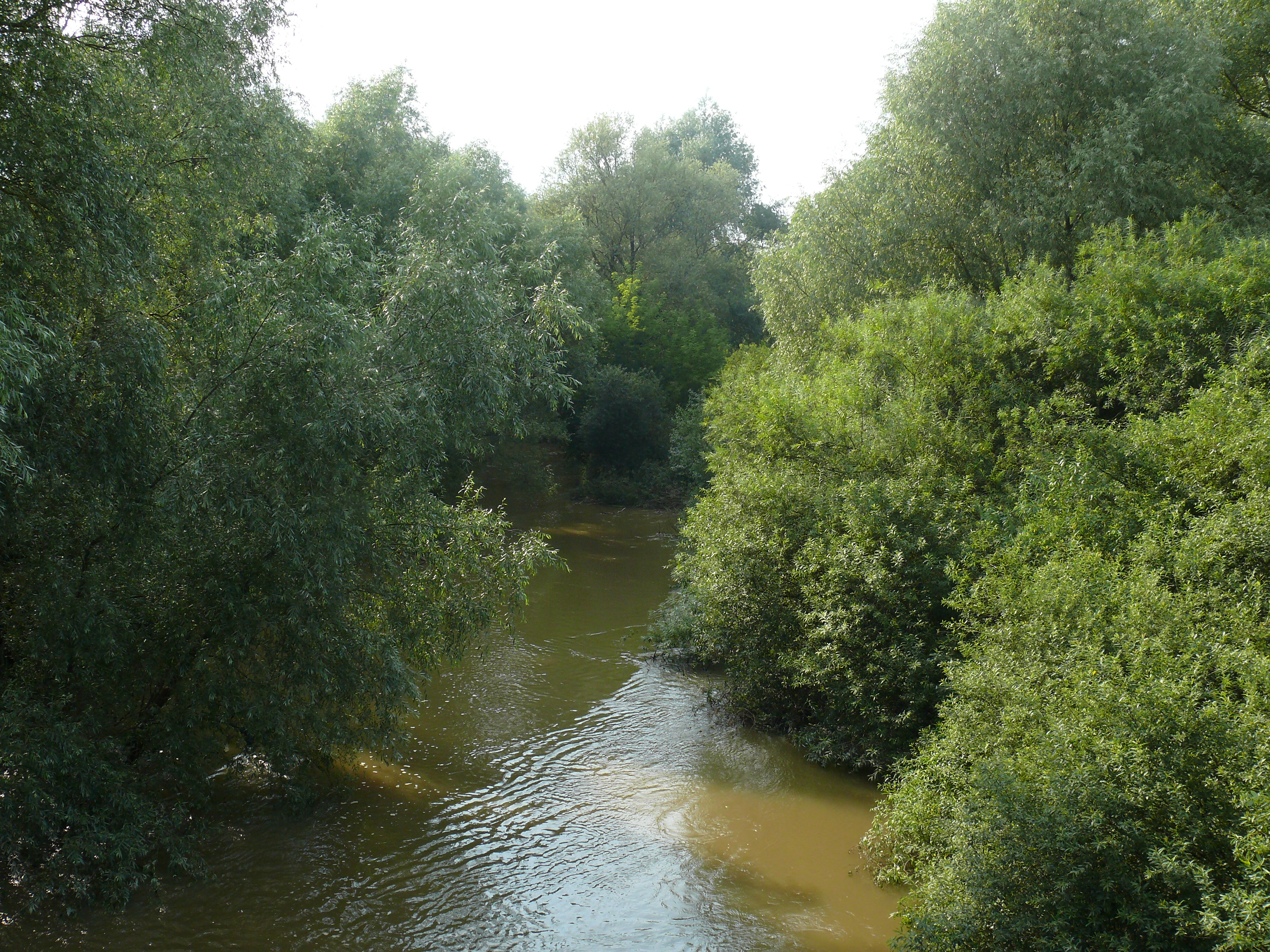
Поблизу с. Луки
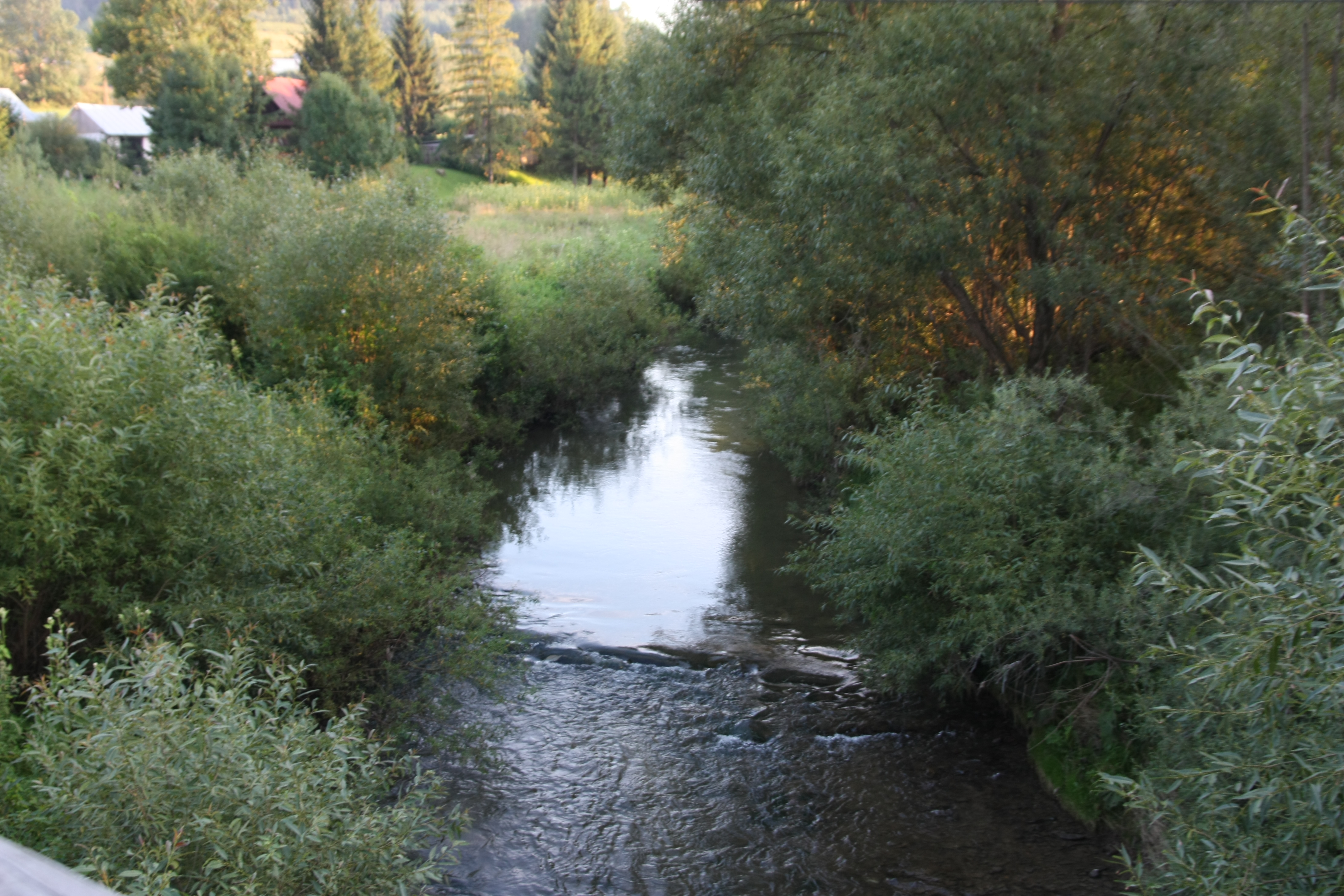
Береги Долішні (у межах Польщі)
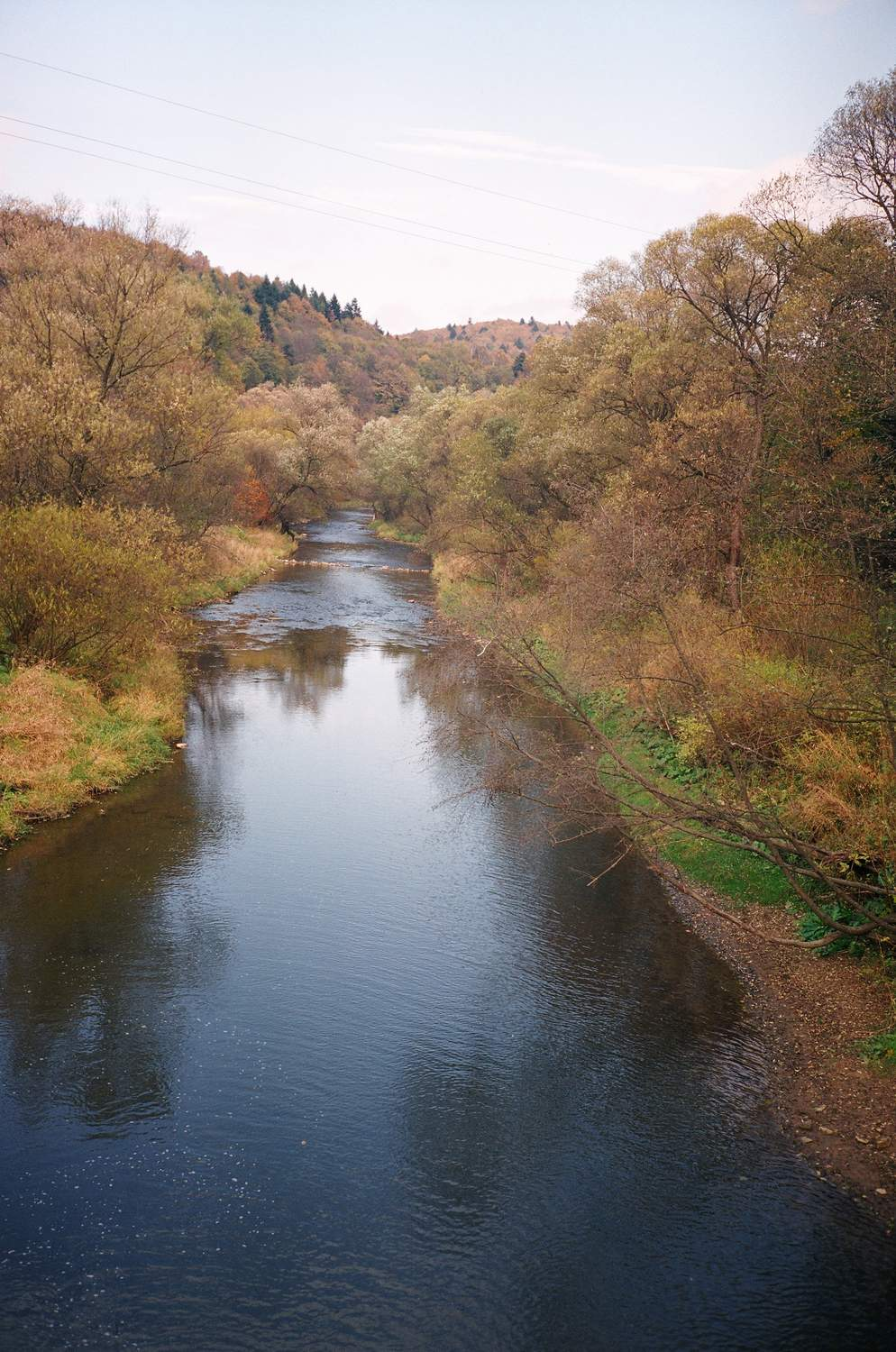
Вигляд з мосту на захід (Коросно, Польща)
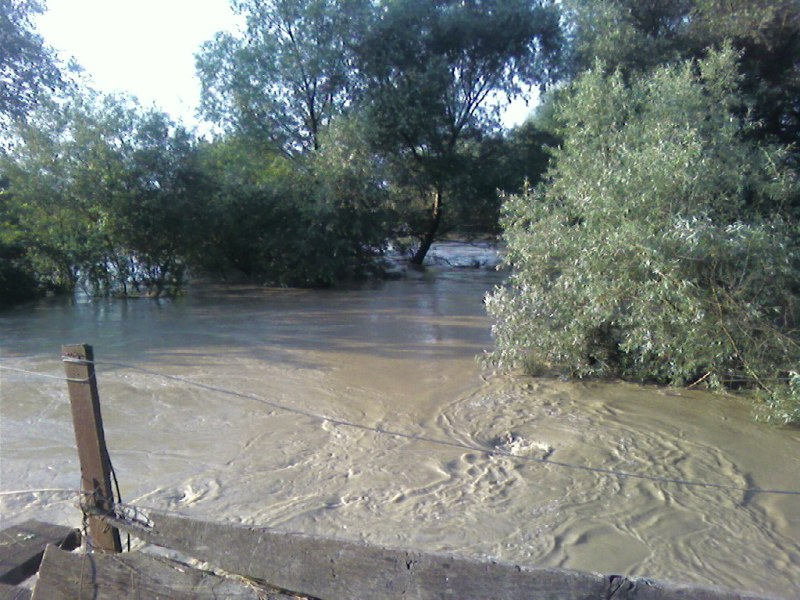
Річка під час повені (вигляд з мосту, с. Бабина)
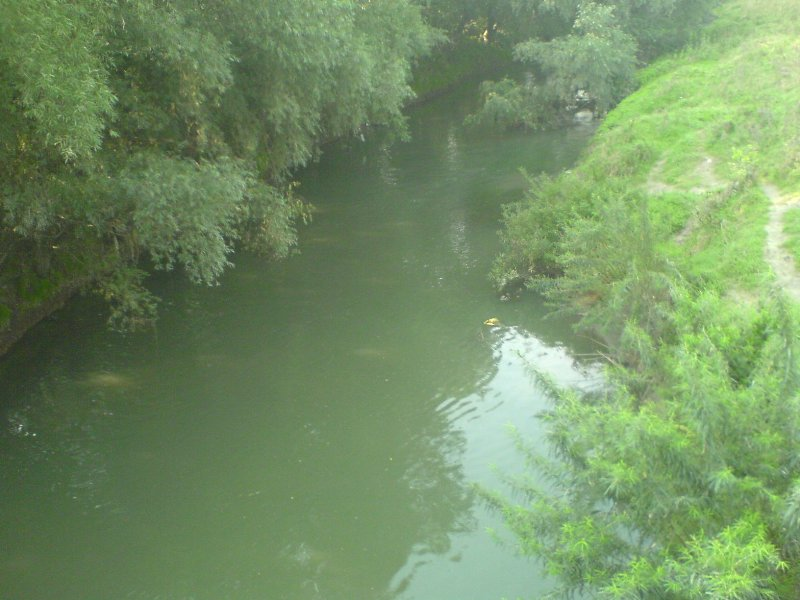
Русло спокійної річки (с. Бабина)
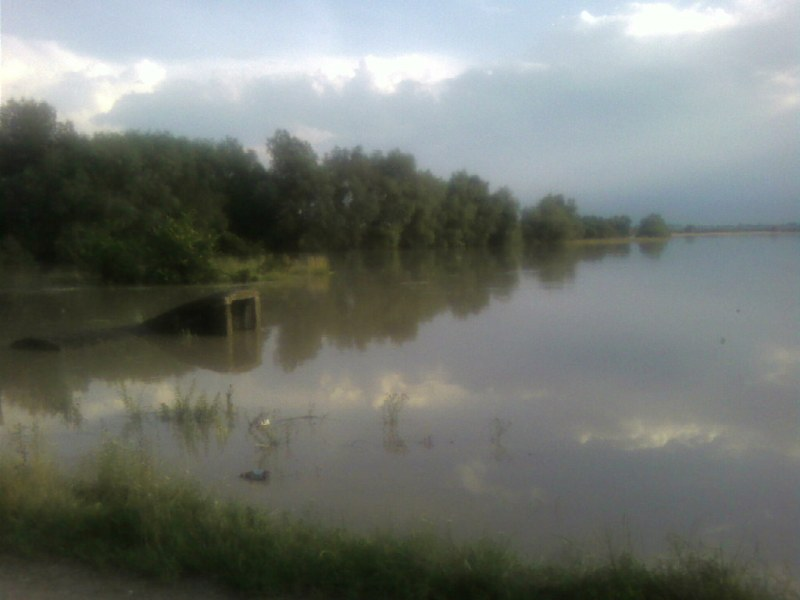
Під час повені (с. Бабина)